# Останнє бажання (збірка творів)
«Відьмак. Останнє бажання» (пол. Ostatnie życzenie) — збірка фентезійних оповідань, написаних польським письменником Анджеєм Сапковським, яка започаткувала серію «Відьмак». Була вперше видана 1993 року польським видавництвом «SuperNOWA». Її наступницею є збірка «Меч Призначення».

## Опис
«Останнє бажання» — перша книга з фентезійного циклу «Відьмак» польського письменника-фантаста Анджея Сапковського.Протагоністом циклу є Ґеральт із Рівії, відьмак — мисливець за монстрами, що становлять загрозу для життя людей. У дитинстві йому, як і іншим відьмакам, за допомогою мутації були придані надприродні бойові якості: дужість, блискавичну реакцію, прискорений метаболізм і високу регенеративну здібність. Ремесло Ґеральта — полювання за гроші на небезпечних чудовиськ.

## Список оповідань, що увійшли до збірки
| Голос розуму I   | пол. Głos rozsądku I   | —    |
| Відьмак          | пол. Wiedźmin          | 1983 |
| Голос розуму II  | пол. Głos rozsądku II  | —    |
| Дещиця істини    | пол. Ziarno prawdy     | 1989 |
| Голос розуму III | пол. Głos rozsądku III | —    |
| Менше зло        | пол. Mniejsze zło      | 1990 |
| Голос розуму IV  | пол. Głos rozsądku IV  | —    |
| Питання ціни     | пол. Kwestia ceny      | 1990 |
| Голос розуму V   | пол. Głos rozsądku V   | —    |
| Край світу       | пол. Kraniec świata    | 1990 |
| Голос розуму VI  | пол. Głos rozsądku VI  | —    |
| Останнє бажання  | пол. Ostatnie życzenie | 1993 |
| Голос розуму VII | пол. Głos rozsądku VII | —    |

## Сюжет
- Відьмак

Перша розповідь. Невеликий твір, написаний для конкурсу, став початком «Саги про відьмака і відьмачку», обігрує легенди про Вія. Професійний винищувач чудовиськ — відьмак Ґеральт із Рівії прибуває до Визіми, столиці Темерії, де завелася упириця, стриґа. Це дочка короля Фольтеста і його рідної сестри Адди. Король прагне звільнити від чарів свою дочку, і обіцяє хорошу нагороду. Ґеральт береться за роботу. Для перемоги йому потрібно позбавити стриґу можливості заночувати у саркофазі. Він перемагає упирицю, а сам залазить у саркофаг, проводить там ніч, і на ранок бачить звільнену від чарів дівчинку. Проте під час перевірки упириця встигає вдарити його кігтями по шиї. Ґеральт встигає зупинити кровотечу, дівчинка залишається в нормальному стані.
- Дещиця істини / Зерно правди

Розповідь обігрує казку «Красуня і чудовисько». Ґеральт мандрує по світу в пошуках роботи, і знаходить розірваних подорожніх. Він зустрічає чудовисько з ведмежою головою на ім'я Нівеллен. Він був ватажком зграї розбійників і після пограбування храму Левоголового Павука був проклятий прислужницею храму і перетворився на чудовисько. Всі його прибічники розбіглися. У нього було багато романів з дочками купців, але зараз він перебував у відносинах з таємничою дівчиною на ім'я Вереена. Ґеральт вже збирається їхати, але потім розуміє, что Вереена і є вампірка (брукса), що роздерла подорожніх. Ґеральт з допомогою Нівеллена перемагає злодійку. Після її смерті до Нівеллена повертається людська подоба.
- Менше зло

Розповідь обігрує казку «Білосніжка і сім гномів». «Білосніжка» — княжна Ренфрі, після багаторазових замахів на своє життя з боку мачухи і подальших поневірянь, стала відомою і дуже небезпечною розбійницею з прізвиськом Жулана. Сенсом її життя стала помста мачусі і її помічнику, чародію Стреґобору. Ґеральт зустрічається з чародієм, який сховався від переслідувань Ренфрі у неприступній вежі. Він розповідає Ґеральту легенду про прокляття Чорного Сонця, через яке у царських родинах народжуються дівчатка-мутанти з жахливо спотвореною психікою — одною з них, за його словами, є колишня княжна. Своєю чергою Ренфрі знаходить відьмака, і той вислуховує і її версію подій; водночас вони ведуть філософську бесіду, роздумуючи, хто ж вони обидва такі — монстри чи жертви обставин? — прийшовши до висновку, що відповіді не знає ніхто, і вони просто «ті, хто вони є». Ренфрі вмовляє відьмака не втручатися в боротьбу зі Стреґобором, яка ще мала відбутися. Зранку, під час розмови з міським старостою, Ґеральт здогадується, що Ренфрі і її зграя збираються повторити «Тридамський ультиматум» — взяти людей, які прибули на ярмарку в заручники, щоб змусити чародія вийти з вежі. Ґеральт вирішує вибрати «менше зло» — приходить на ринок і вбиває помічників Ренфрі, після чого з'являється вона сама, і з'ясовується, що ніякої різні і не було б — Стреґобор посміявся з неї, відмовився виходити з вежі, навіть якщо вона переб'є все місто. Оскільки вони «ті, хто вони є» — Ренфрі і Ґеральт вступають у бій, відьмак смертельно ранить її. Ринкова площа до цього моменту вже заповнена людьми, які з жахом (Стреґобор: «Ці люди нічого не знають, бачили лише, як ти вбиваєш. А ти огидно вбиваєш, Ґеральте.») спостерігають сцену різанини; Ґеральта з ганьбою виганяють з міста, Стреґобор також йде — йому вже нічого не загрожує, а відьмак забороняє йому робити розтин тіла Ренфрі. Правда залишається невідомою — той, кому вона дійсно потрібна, не хоче її знати…
- Питання ціни

Основна для подальшого розвитку подій розповідь. Історія починається в Цинтрі, де королева Каланте просить відьмака допомогти уникнути Призначення. Одного разу, під час полювання, її чоловік впав з коня в яр і зламав ногу. Від смерті його врятував мандрівний лицар. З вдячності за порятунок, король був готовий дати лицарю все чого той забажає. Рятівник скористався Правом Несподіванки і зажадав від короля віддати йому те, що чекає на нього вдома, але про що він не знає. Цією несподіванкою виявилася новонароджена дочка короля — Паветта. Через п'ятнадцять років після смерті короля, Паветта повинна була заручитися. Королева запросила відьмака на бенкет в честь заручин, щоб він за необхідності усунув можливу перешкоду її плану (вона хотіла віддати дочку за Краха ан Крайта зі Скеліге, щоб заключити династичний союз). Ґеральт знає, що уникнути Призначення неможливо, але Каланте в цій історії бачить лише одне питання — питання ціни…
Чоловік, якому призначена Паветта, виявляється зачарованим мандрівним лицарем. З півночі до світанку він перебуває в звичному людському вигляді, а після світанку приймає вигляд монстра. Відьмак, замість того щоб вбити його, рятує Дані і змушує королеву виконати присягу свого покійного чоловіка, тим самим знявши прокляття з Дані.
Дані, відчуваючи себе боржником відьмака, зобов'язує себе виплатити йому борг. Відьмак бере з Дані ту ж присягу, що колись взяв Дані з короля Регнера. Тільки після цього Дані дізнається, що Паветта вагітна від нього — Призначенням знову виявляється дитина.
- Край світу

В цій розповіді вперше з'являється один з головних героїв Саги — трубадур Любисток. Ґеральт і Любисток вирушають на Край Світу — в Долину Квітів, Доль Блатанна. Колись тут жили ельфи, але прийшли люди і прогнали їх в гори. Але ельфи не збираються здаватися так просто. Вони наймають рогатого «диявола» на ім'я Торкве, який шпигує за людьми, краде в них зразки овочів і вчиться сільському господарству. Жителі селища наймають Ґеральта, щоб він позбавив їх від диявола. Під час полювання, з'являються ельфи, зв'язують двох друзів і збираються вбити їх, але з'являється володарка Дана Меабдх, яка приховувалася під маскою місцевої селянки, і наказує відпустити героїв. На прощання ельф Філавандріель дарує Любистку нову лютню замість старої, яку зламала ельфа-мізантроп Торувіель.
- Останнє бажання

Геральт і Любисток ловлять сома, але замість рибини витягують пляшку. Запальний Любисток відкриває пляшку, але джин, котрий з'явився не виконує його бажання, а хапає поета за горло. Ґеральт викрикує закляття («екзорцизм»), якого його навчив один знайомий жрець, і джин відлітає. Ґеральт відвозить пораненого Любистка в місто Рінду, але стражники не пускають їх після заходу сонця, Ґеральт звертається за допомогою до чародійки Йеннефер з Венґерберґу. Йеннефер зцілює Любистка, але натомість вимагає печатку від пляшки. Вона підкоряє волю відьмака і відправляє його у несамовитому стані в місто. Ґеральт приходить в себе вже в тюрмі. Виявляється він побив власника ломбарду, і привселюдно відшмагав аптекаря Лаврусика — міських ватажків, які вимагали вигнання чародійки. Ключник, якого підкупив Лаврусик, б'є Ґеральта, а той бажає, щоб негідник луснув, і ключник … луснув!
Іпат викликає Ґеральта до себе, присутній тут священик Крепп розказує про «геніїв» (джинів), які заселяють виміри Води, Землі, Вогню, і Повітря, які є недоступними для людей. Йеннефер намагається заволодіти джином, бо це дасть їй неймовірну силу. Але для цього їй потрібно, щоб джин виконав всі бажання попереднього власника. Любисток з'являється через портал, і приносить повідомлення від чародійки. На жах іпата джин вступає в бій з Йеннефер. Ґеральт просить Креппа відправити його через портал до Йеннефер, яка знесилюється від боротьби з джином. Ґеральт затягує її в портал, щоб урятувати. Він здогадався, що насправді джин виконував його бажання: друге було, щоб стражник луснув, а першим був його «екзорцизм», який перекладався як «Іди геть звідси і відтрахай сам себе». Ґеральт промовляє третє бажання, щоб його доля була зв'язана з долею Йеннефер.
- Голос розуму

Оповідання, розбите на інтерлюдії перед кожної розповіддю. Події відбуваються відразу після подій розповіді «Відьмак». Поранений в бою зі стригою Геральт, попадає в храм богині Мелітеле, до матері Неннеке.

### Хронологія
Події в творах відбуваються після оповідання «Дорога, з якої немає вороття».

## Аудіокнига
У 2011 році видавництво Fonopolis та audioteka.pl випустили польськомовну аудіокнигу за мотивами «Останнього бажання» та «Меча призначення». «Останнє бажання», яке тривало близько 12 годин, озвучували 52 актори.

## Визнання
Розповідь «Менше зло», включена до збірки, принесла Сапковському премію імені Януша Зайделя в 1990 році.  Останнє бажання також виграло премію Ignotus 2003 за найкращу антологію. У 2011 році польський прем’єр-міністр Дональд Туск передав президенту США Бараку Обамі дипломатичні подарунки під час його візиту до Польщі. Однією з них була підписана копія «Останнього бажання» . Англійське видання потрапило в список бестселерів The New York Times у червні 2015 року,  що збіглося з випуском відеогри Відьмак 3: Дикий гін.

## Видання українською
- Анджей Сапковський. Відьмак (Оповідання). Переклад з пол.: Микола Рябчук. Київ: Журнал «Всесвіт». 1990.- № 8 (Пригоди. Подорожі. Фантастика — 91. — К.: Молодь, 1991. — 256 С. — (Компас))
- Анджей Сапковський. Зерно правди. Переклад з пол.: Валентин Корнієнко, Сергій Місюра. Київ: Журнал «Всесвіт». 1997. № 7
- Анджей Сапковський. Відьмак. Останнє бажання. (Книга 1). Переклад з пол.: Сергій Легеза. Харків: Клуб сімейного дозвілля, 2016. — 288, ISBN 978-617-12-0499-7[3][4]